# Taller
Taller település Franciaországban, Landes megyében. Lakosainak száma 680 fő (2022. január 1.). Taller Rion-des-Landes, Castets, Gourbera, Herm, Laluque és Lesperon községekkel határos.

## Népesség
A település népessége az elmúlt években az alábbi módon változott:
| Lakosok száma | 396  | 389  | 396  | 406  | 592  | 602  | 606  | 628  | 655  | 680  |
|               | 1968 | 1982 | 1990 | 2006 | 2013 | 2015 | 2017 | 2019 | 2020 | 2022 |